# Església de Masricart
La Mare de Déu de l'Esperança de Masricart és una església del municipi de la Canonja (el Tarragonès) inclosa en l'Inventari del Patrimoni Arquitectònic de Catalunya. Està dedicada a la Mare de Déu de l'Esperança.

## Descripció
Església de petites dimensions només d'una nau amb capelles laterals i coberta amb volta de llunetes. La façana principal és feta amb carreus grans. Al centre hi ha una porta amb frontó triangular simple, al damunt de la qual hi ha un ull de bou. L'origen d'aquesta església el trobem en una torre de guaita d'època medieval. Ens ho confirmen les restes d'un matacà. Els murs laterals i el posterior són de paredat amb carreus als angles i els emmarcaments de les finestres de rajol.

## Història
Està documentada l'existència d'una església a Masricart a finals del segle xiii. A partir de 1459 es feren obres de restauració i se li donà l'aspecte de fortificació que té actualment la façana. La porta i l'ull de bou són de reformes del segle xvi. El 1709 hi ha documentada l'adquisició de materials per fer-hi obres que s'inicien el 1713. El 1756 s'hi treballa i el 1763 hi tornen definitivament les font baptismals. El 1768 el Tribunal de la Rota declarà la seva fusió amb una parròquia de La Canonja. L'església de Masricard és sufragània de la parròquia de la Canonja. El 1979, amb les obres d'arranjament, en descobriren, darrere l'altar, un petit retaule romànic. També n'hi ha una talla de la Verge de l'Esperança del segle xv. L'espadanya es va fer nova, ja que va patir danys a causa d'una tempesta. Formava part, junt amb el Castell de Masricart, de l'antic nucli de població de Masricart.